# هیگینسن ۶۵۵۲
سیارک ۶۵۵۲ (به انگلیسی: 6552 Higginson، نامگذاری:1989GH) شش هزار و پانصد و پنجاه و دومین سیارک کشف شده‌است که در ۵ آوریل ۱۹۸۹ کشف شد.